# Česko na Australian Open 2012
Čeští tenisté na Australian Open 2012 zaznamenali jednu výhru, když premiérový grandslamový titul získal Radek Štěpánek, a to v soutěži mužské čtyřhry spolu s Indem Leanderem Paesem. Ve dvouhrách se nejdále probojovala druhá nasazená hráčka Petra Kvitová, která vypadla – stejně jako v singlu juniorky Adam Pavlásek, v semifinálové fázi. 

## Mužská dvouhra
Do kvalifikace mužské dvouhry nastoupilo celkem sedm českých tenistů – Jan Hernych (vypadl ve 2. kole), Jan Hájek (17. nasazený, 1. kolo), Dušan Lojda (1. kolo), Jan Mertl (1. kolo), Ivo Minář (2. kolo), Jaroslav Pospíšil (1. kolo) a Jiří Veselý (divoká karta, 1. kolo), z nichž se dva hráči probojovali do druhého ze tří kol. Nikdo z Čechů tak z kvalifikace nepostoupil.
V hlavní soutěži mužské dvouhry se objevili tři čeští zástupci – sedmý nasazený Tomáš Berdych, dvacátý devátý nasazený Radek Štěpánek a Lukáš Rosol, kteří si zajistili přímou účast na základě postavení na žebříčku ATP.
Nejdále, stejně jako v předchozím ročníku, se probojoval se probojoval Tomáš Berdych, když ve čtvrtém kole zdolal desátého nasazeného Španěla Nicoláse Almagra ve čtyřech setech a po třech vítězných tiebreacích v řadě 4–6, 7–65, 7–63 7–62. Ve čtvrtfinále nestačil na turnajovou dvojku Španěla Rafaela Nadala poté, co první set získal pátým proměněným setbolem opět v tiebreaku, čímž zvýšil jejich turnajovou bilanci na 7–0 ve svůj prospěch. Až osmou zkrácenou hru prohrál, a to ve druhém setu, přestože v ní měl také za stavu 6–5 setbol. Po celý turnaj jej z hlediště podporovala tzv. Berdych Army, skupina příznivců s pomalovanými těly.
Oba další čeští zástupci vypadli ve třech setech úvodního kola. Štěpánek nestačil na Francouze Mahuta a Rosol pak na Němce Petzschnera, proti kterému v celém zápase uhrál pouze dva gamy a dvě sady prohrál 6–0.
| Mužská dvouhra | Mužská dvouhra      | Mužská dvouhra       | Mužská dvouhra       |
| Kolo           | Český tenista       | Soupeř               | Výsledek             |
| -------------- | ------------------- | -------------------- | -------------------- |
| 1. kolo        | Tomáš Berdych (7)   | Albert Ramos         | 7–5, 4–6, 6–2, 6–3   |
| 2. kolo        | Tomáš Berdych (7)   | Olivier Rochus       | 6–1, 6–0, 7–64       |
| 3. kolo        | Tomáš Berdych (7)   | Kevin Anderson (30)  | 7–65, 7–61, 6–1      |
| 4. kolo        | Tomáš Berdych (7)   | Nicolás Almagro (10) | 4–6, 7–65, 7–63 7–62 |
| Čtvrtfinále    | Tomáš Berdych (7)   | Rafael Nadal (2)     | 7–65, 66–7, 4–6, 3–6 |
| 1. kolo        | Radek Štěpánek (29) | Nicolas Mahut        | 5–7, 5–7, 3–6        |
| 1. kolo        | Lukáš Rosol         | Philipp Petzschner   | 0–6, 0–6, 2–6        |

## Ženská dvouhra
Kvalifikaci ženské dvouhry hrály tři Češky – Andrea Hlaváčková (3. nasazená, postoupila) a dvojčata Karolína Plíšková (vypadla v 1. kole) a Kristýna Plíšková (1. kolo). Tři kola dokázala vyhrát pouze Hlaváčková, když postupně zdolala Slovenku Kučovou, Izraelku Gluškovou a v přímém boji o postup do hlavní soutěže porazila Francouzku Garciaovou.
V hlavní soutěži ženské dvouhry mělo Česko devět zástupkyň. Do turnaje nastoupily druhá nasazená Petra Kvitová, dvacátá čtvrtá nasazená Lucie Šafářová, třicátá druhá nasazená Petra Cetkovská, Klára Zakopalová, Iveta Benešová, Barbora Záhlavová-Strýcová, Lucie Hradecká, Eva Birnerová, které si účast zajistily přímo na základě postavení v žebříčku WTA. Z kvalifikace pak postoupila také Andrea Hlaváčková.
Nejdále, do semifinále se probojovala Petra Kvitová. Ve druhém kole sehrála třísetový zápas se Španělkou Carlou Suarézovou Navarrovou, když v rozhodujícím dějství ztratila na úvod sady podání a prohrávala 0–2, přesto utkání otočila a zvítězila 6–2, 2–6, 6–4. Ve třetí fázi ji čekala turnajová dvacet sedmička Maria Kirilenková, která si v prvním setu nepřipsala ani jednu hru a podlehla hladce 0–6. Po několikaminutové zdravotní přestávce a prvních odehraných míčích druhého dějství, souboj skrečovala. Mezi osmi nejlepšími Kvitová narazila na jednu ze dvou nenasazených čtvrtfinalistek Italku Saru Erraniovou, s níž ve druhé sadě už prohrávala 1–4 na gamy, přesto došlo k obratu a pěti hrami v řadě získala zápas poměrem 6–4, 6–4. V semifinále odehrála tři sety se čtvrtou nasazenou Ruskou a vítězkou tohoto grandslamu z roku 2008 Marií Šarapovovou. První sadu s ní prohrála 2–6, druhou získala 6–3 a ve třetím dějství vedla po úspěšném prolomení podání Rusky 2–1 na gamy, přesto break nepotvrdila a vzápětí výhodu ztratila prohraným servisem. Celkově rozhodující set prohrála 4–6. Šarapovovová v zápase využila všech pět breakbolů z pěti, Kvitová pouze tři ze čtrnácti. Ruský list Kommersant uvedl, že „by však bylo naivní předpokládat, že tenistka úrovně Kvitové se nepokusí o zvrat. V druhém setu Kvitová hrála agresivněji a Šarapovová na to nedokázala najít odpověď. Ruska neměla ani jednu příležitost se chytit, v jednu chvíli se dokonce zdálo, že se každou chvíli sesype. Ale to se naštěstí nestalo.“ Šarapovová tak oplatila Češce prohry z finále ve Wimbledonu 2011 a čtvrtfinále v Tokiu. Poslední Češkou, která postoupila do finále ženské dvouhry byla Jana Novotná v roce 1991, poslední českou vítězkou pak Hana Mandlíková v roce 1987.
Do osmifinále se probojovala Iveta Benešová, která ve druhém kole zdolala turnajovou šestnáctku Číňanku Šuaj Pchengovou ve dvou setech. mezi poslední šestnáctkou skončila na raketě pozdější vítězky grandslamu a nasazené trojky Bělorusky Viktorie Azarenkové 2–6, 2–6.
| Ženská dvouhra | Ženská dvouhra        | Ženská dvouhra               | Ženská dvouhra |
| Kolo           | Česká tenistka        | Soupeřka                     | Výsledek       |
| -------------- | --------------------- | ---------------------------- | -------------- |
| 1. kolo        | Petra Kvitová (2)     | Věra Duševinová              | 6–2, 6–0       |
| 2. kolo        | Petra Kvitová (2)     | Carla Suárezová Navarrová    | 6–2, 2–6, 6–4  |
| 3. kolo        | Petra Kvitová (2)     | Maria Kirilenková (27)       | 6–0, 1–0skreč  |
| 4. kolo        | Petra Kvitová (2)     | Ana Ivanovićová (21)         | 6–2, 7–62      |
| Čtvrtfinále    | Petra Kvitová (2)     | Sara Erraniová               | 6–4, 6–4       |
| Semifinále     | Petra Kvitová (2)     | Maria Šarapovová (4)         | 2–6, 6–3, 4–6  |
| 1. kolo        | Lucie Šafářová (24)   | Christina McHaleová          | 2–6, 4–6       |
| 1. kolo        | Petra Cetkovská (32)  | Ajumi Moritová               | 3–6, 6–1, 7–5  |
| 2. kolo        | Petra Cetkovská (32)  | Mona Barthelová              | 5–7, 3–6       |
| 1. kolo        | Klára Zakopalová      | Anastasia Pavljučenkova (15) | 6–7, 1–6       |
| 1. kolo        | Iveta Benešová        | Mathilde Johanssonová        | 6–3, 2–6, 6–4  |
| 2. kolo        | Iveta Benešová        | Pcheng Šuaj (16)             | 6–2, 6–4       |
| 3. kolo        | Iveta Benešová        | Nina Bratčikovová (Q)        | 6–1, 6–3       |
| 4. kolo        | Iveta Benešová        | Viktoria Azarenková (3)      | 2–6, 2–6       |
| 1. kolo        | B. Záhlavová-Strýcová | Iryna Brémondová             | 6–0, 6–4       |
| 2. kolo        | B. Záhlavová-Strýcová | Serena Williamsová (12)      | 0–6, 4–6       |
| 1. kolo        | Lucie Hradecká        | Jevgenija Rodinová           | 6–3, 6–1       |
| 2. kolo        | Lucie Hradecká        | Věra Zvonarevová (7)         | 1–6, 63–7      |
| 1. kolo        | Eva Birnerová         | Anabel Medina Garrigues      | 3–6, 3–6       |
| 1. kolo        | Andrea Hlaváčková (Q) | Naděžda Petrovová (29)       | 3–6, 6–3, 0–6  |

## Mužská čtyřhra
V mužské čtyřhře získala Česká republika jediný titul z grandslamu, když Radek Štěpánek hrající se zkušeným deblistou Indem Leandrem Paesem ve finále porazili pětinásobné šampióny a světové jedničky – americká dvojčata Boba a Mika Bryanovi, po setech 7–61, 6–2. Paes tak zkompletoval sbírku ze všech čtyř grandslamů v této soutěži. Pro Štěpánka výhra znamenala premiérový grandslamový titul.
Na cestě do finále nenasazená dvojice Štěpánek a Paes ve třetím kole přešla přes nasazené trojky Llodru se Zimonjićem, ve čtvrtfinále zdolala turnajové desítky Butorace se Soaresem a v semifinále porazila druhý nasazený pár Mirného s Nestorem, s nimiž ztratila jediný set v celém turnaji. 
| „                | Získat grandslamový titul jsem se snažil spoustu let a teď se to povedlo. O tom tenisový život je, pokusit se vyhrát grandslam a zapsat se do historie. Teď jsem se utvrdil v tom, že nejvíc záleží na grandslamech. Je to neuvěřitelné, člověk má na chvíli pocit, že mu patří celý svět. | “ |
| — Radek Štěpánek | |   |

Jedenáctý nasazený pár tvořili František Čermák a Slovák Filip Polášek, kteří skončili ve třetí fázi na raketách šesté nasazené dvojice Poláků Mariusz Fyrstenberg a Marcin Matkowski.
Do soutěže také zasáhl poslední český zástupce Lukáš Rosol, jenž vytvořil pár s Portugalcem Ruiem Machadem. Vypadli v prvním kole s turnajovými čtrnáctkami Simonem Bolellim a Fabiem Fogninim.
| Zápasy vítězného páru Radek Štěpánek a Leander Paes | Zápasy vítězného páru Radek Štěpánek a Leander Paes | Zápasy vítězného páru Radek Štěpánek a Leander Paes |
| Kolo                                                | Soupeři                                             | Výsledek                                            |
| --------------------------------------------------- | --------------------------------------------------- | --------------------------------------------------- |
| 1. kolo                                             | Greg Jones / John-Patrick Smith (WC)                | 6–2, 6–2                                            |
| 2. kolo                                             | Simone Bolelli / Fabio Fognini (14)                 | 6–2, 7–65                                           |
| 3. kolo                                             | Michaël Llodra / Nenad Zimonjić (3)                 | 7–5, 7–62                                           |
| Čtvrtfinále                                         | Eric Butorac / Bruno Soares (10)                    | 6–4, 7–64                                           |
| Semifinále                                          | Max Mirnyj / Daniel Nestor (2)                      | 2–6, 6–4, 6–4                                       |
| Finále                                              | Bob Bryan / Mike Bryan (1)                          | 7–61, 6–2                                           |

## Ženská čtyřhra
V ženské čtyřhře vytvořila první nasazenou dvojici Češka Květa Peschkeová a Slovinka Katarina Srebotniková. V průběhu druhého kola však pár skrečoval utkání v průběhu pro svalové zranění Srebotnikové.
Nejlepšího českého výsledku dosáhly turnajové desítky Andrea Hlaváčková s Lucií Hradeckou, které vyhrály přípravu na grandslam v novozélandském Aucklandu, a na samotném Australian Open se probojovaly do semifinále, v němž podlehly čtrnáctým nasazeným Italkám Saře Erraniové a Robertě Vinciové po setech 7–5, 5–7, 1–6. V předcházejícím průběhu turnaje zdolaly ve čtvrtfinále turnajové trojky Kingovou se Švedovovou, ve druhém kole česko-francouzskou dvojici Petra Cetkovská a Stéphanie Foretzová Gaconová a v úvodním dějství porazily slovensko-český pár Magdaléna Rybáriková a Klára Zakopalová.
Nasazené devítky tvořila dvojice Vladimíra Uhlířová a její stálá jihoafrická spoluhráčka Natalie Grandinová, která skončila ve druhé fázi turnaje, stejně jako nasazený pár číslo deset Iveta Benešová a Barbora Záhlavová-Strýcová. Do soutěže zasáhla také Eva Birnerová s Italkou Albertou Briantiovou, které vypadly ve druhém kole.

## Smíšená čtyřhra
Ve smíšené čtyřhře byla nejvýše nasazeným párem Květa Peschkeová s Mikem Bryanem, kteří však skončili v úvodním kole na raketě náhradníků Vinciové a Braccialiho po setech 6–3, 2–6 a supertiebreaku 9–11. Italové v soutěži nahradili dvojici Serena Williamsová a Andy Roddick kvůli Američanovu zranění.
Z českých tenistů nejdále, do čtvrtfinále, probojovala Andrea Hlaváčková, která hrála s Pákistáncem Ajsám Kúreší z pozice sedmého nasazeného páru. 
Do soutěže ještě zasáhli úřadující wimbledonští vítězové Iveta Benešová a Jürgen Melzer, kteří stejně jako Vladimíra Uhlířová se Scottem Lipskym, došli do druhého kola. V úvodní fázi skončil pár Lucie Hradecká a František Čermák.

## Junioři
Ve dvouhře juniorů se desátý nasazený Adam Pavlásek probojoval do semifinále, kde podlehl pozdějšímu vítězi Australanu Luku Savillovi 3–6, 4–6. Další z Čechů Robin Staněk skončil ve čtvrtfinále s americkým kvalifikantem Mackenzie McDonaldem a Marek Routa pak ve třetím kole na raketě finalisty turnaje Kanaďana Filipa Peliwo.
Ve dvouhře juniorek se nejdále probojovala Barbora Krejčíková, která ve čtvrtfinále nestačila na čtvrtou nasazenou Rusku Julii Putincevovou po setech 2–6, 3–6. Do turnaje ještě zasáhly Jesika Malečková a Petra Rohanová, které vypadly v úvodním dějství.
Ve čtyřhře juniorů si Adam Pavlásek spolu s Chorvatem Filipem Vegerem zahráli finále, v němž podlehli britské dvojici Liam Broady a Joshua Ward-Hibbert 3–6, 2–6. Pár Marek Routa a Robin Staněk došel do druhého kola.
Ve čtyřhře juniorek byla dvojice Barbora Krejčíková a Petra Rohanová vyřazena v úvodní fázi. Jesika Malečková nastoupila do soutěže po boku Brazilky Beatriz Haddadové Maiové a pár skončil ve druhém kole.